# ستانلي جولد
ستانلي جولد (بالإنجليزية: Stanley Phillip Gold)‏ هو محامي أمريكي، ولد في 10 سبتمبر 1942 في لوس أنجلوس في الولايات المتحدة.